# 라디스폴리
라디스폴리(이탈리아어: Ladispoli)는 이탈리아 라치오주 로마현에 위치한 코무네다. 로마로부터 서쪽 35km 거리에 있다.

## 자매 도시
- 베니카를로
- 호이젠슈탐
- 생사뱅